# Bifrenaria atropurpurea
Bifrenaria atropurpurea är en orkidéart som beskrevs av John Lindley. Bifrenaria atropurpurea ingår i släktet Bifrenaria och familjen orkidéer. Inga underarter finns listade i Catalogue of Life.